# 冈鲁埃特
冈鲁埃特（法語：Guenrouet，亦作，法語發音：[ɡɛ̃ʁwɛt]）是法国大西洋卢瓦尔省的一个市镇，位于该省西北部，属于圣纳泽尔区。

## 地理
冈鲁埃特（47°31'9"N, 1°57'19"W）面积69.9 平方千米，位于法国卢瓦尔河地区大区大西洋卢瓦尔省，该省份为法国西北部沿海省份，位于布列塔尼半岛东南部，北起伊勒-维莱讷省，西北接莫尔比昂省，西临大西洋，南至旺代省，东临曼恩-卢瓦尔省。
与冈鲁埃特接壤的市镇（或旧市镇、城区）包括：布兰、布夫龙、费格雷阿克、勒加夫尔、普莱塞、基伊、布里韦河畔圣安娜、圣日尔达德布瓦、塞韦拉克。
冈鲁埃特的时区为UTC+01:00、UTC+02:00（夏令时）。

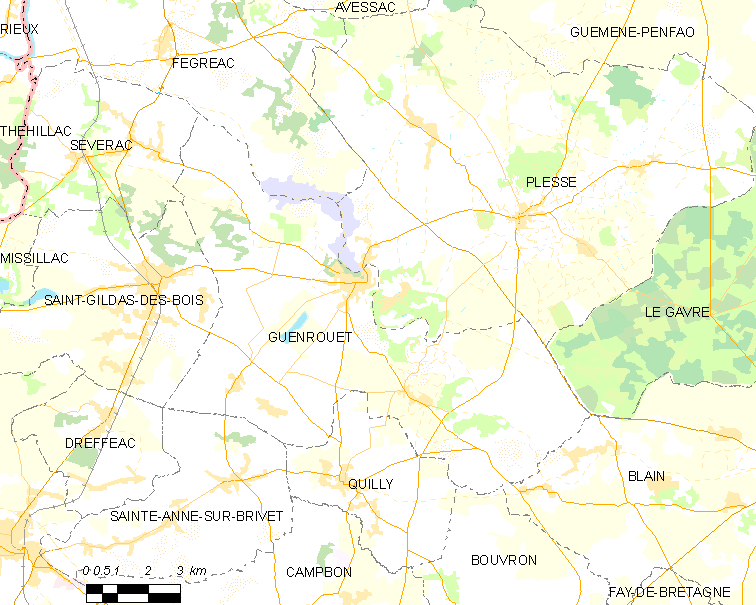
冈鲁埃特的OSM定位图

## 行政
冈鲁埃特的邮政编码为44530，INSEE市镇编码为44068。

## 政治
冈鲁埃特所属的省级选区为蓬沙托县。

## 交通
大西洋卢瓦尔省省道D2线、D3线、D17线、D43线、D100线和D102线经过境内。

## 人口

1962-2008年间冈鲁埃特人口变化图示

冈鲁埃特于2022年1月1日时的人口数量为3577人。